# Slatina (miasto Čačak)
Slatina (cyr. Слатина) – wieś w Serbii, w okręgu morawickim, w mieście Čačak. W 2011 roku liczyła 575 mieszkańców.